# پیملیک اسید
پیملیک اسید (به انگلیسی: Pimelic acid) با فرمول شیمیایی C7H12O4 یک دی کربوکسیلیک اسید خطی است؛ که جرم مولی آن ۱۶۰٫۱۷ گرم بر مول می‌باشد.